# Knallerkerle
Knallerkerle war eine deutsche Sketch-Comedy-Serie, die erstmals im April 2017 bei Sat.1 ausgestrahlt wurde. Sie war die erste eigene Sketch-Comedy von Antoine Monot, Jr. und galt als männliches Gegenstück zu Martina Hills Knallerfrauen.
Auf den Screenforce Days am 21. Juni 2017 teilte Sat.1 mit, dass die Sendung um eine zweite Staffel fortgeführt wird. Diese lief vom 17. November 2017 bis 24. März 2018.

## Handlung
Im Mittelpunkt der Sketch-Comedy steht Antoine, gespielt von Antoine Monot, Jr., der in unterschiedlichsten Alltagsszenen eines Mannes (bzw. vorrangig eines Vaters) gezeigt wird. Er zeichnet sich durch sein ungewöhnliches Auftreten und Verhalten gegenüber seinen Mitmenschen, vor allem Kindern und Frauen, aus.

## Besetzung

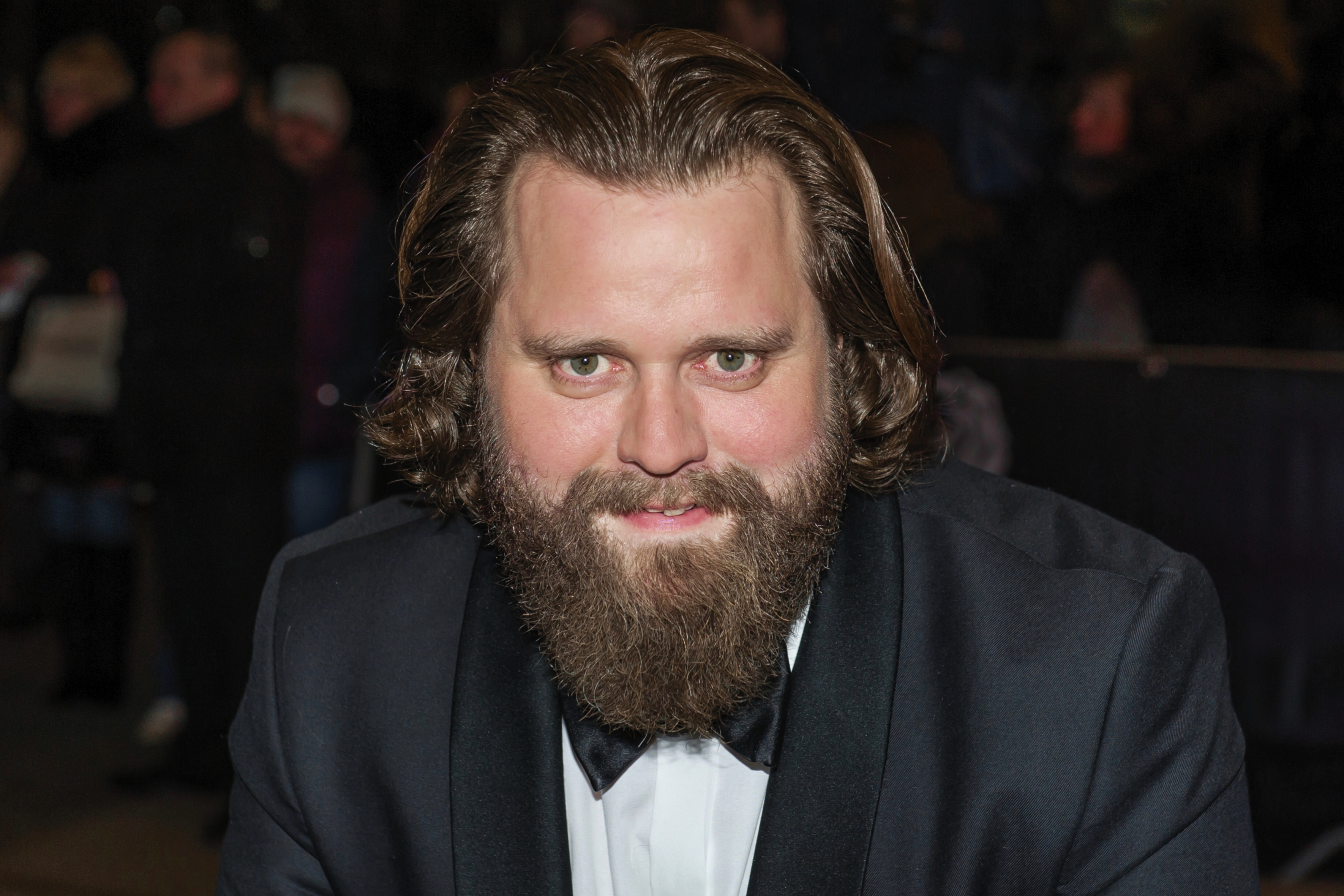
Antoine Monot, Jr. (2015)

| Schauspieler       | Rolle          | Staffel |
| ------------------ | -------------- | ------- |
| Antoine Monot, Jr. | Antoine        |         |
| Isabell Polak      | Diverse Rollen |         |
| Caroline Frier     | Diverse Rollen | 1–2     |
| Nina Ensmann       | Diverse Rollen | 1–2     |
| Emilia Bernsdorf   | Diverse Rollen |         |
| Nadia Migdal       | Diverse Rollen |         |
| Jan Hasenfuß       | Diverse Rollen |         |
| Jakob Schneider    | Diverse Rollen |         |
| Siegfried Rauch    | Diverse Rollen | 1–2     |

## Produktion
Im Rahmen der Programmpräsentation des Senders Sat.1 kündigte der Sender im Juli 2016 an, dass zwei neue Sketch-Comedy-Serien mit den Titeln Rabenmütter und Knallerkerle in Auftrag gegeben wurde. Aus rund 1.800 Sketchen wurden 180 Sketche für die erste Staffel von Oktober bis November 2016 gedreht und produziert. Die Regie übernahmen der Hauptdarsteller Antoine Monot, Jr. selbst und Jens Holzgreve. Während Monot auch als Creative Producer mitwirkte, war Sebastian Benthues Executive Producer.
Für die zweite Staffel wurden aus über 1.200 Sketchen rund 250 Sketche ausgesucht und diese werden im September und Oktober 2017 gedreht und produziert. Die Regie übernahm unter anderem Antoine Monot, Jr. erneut selbst. Außerdem wirkte er wieder als Creative Producer mit.
Ausstrahlung

Im März 2017 gab Sat.1 bekannt, dass die erste sechsteilige Staffel ab dem 14. April 2017 um 22:30 Uhr ausgestrahlt wird. Während die ersten drei Folgen unterschiedliche Lead-Ins hatten, dienten die drei letzten Folgen als Lead-Out von der neuen Comedy-Quiz-Show Luke! Die Schule und ich – VIPs gegen Kids.
Die zweite Staffel, welche acht Folgen beinhaltete, wurde ab dem 17. November 2017 ausgestrahlt.
Im Pay-TV wurde die erste Staffel der Sketch-Comedy vom 15. April bis zum 20. Mai 2017 samstags um 20:15 Uhr auf Sat.1 emotions gesendet.
Des Weiteren sind alle Folgen auf dem Streaminganbieter Joyn sowie in der Sat.1 Mediathek online verfügbar.

## Episodenliste

### Staffel 1
Die Erstausstrahlung der ersten Staffel fand vom 14. April bis zum 19. Mai 2017 auf dem deutschen Sender Sat.1 statt.
| Nr. (ges.) | Nr. (St.) | Originaltitel                       | Erstausstrahlung Deutschland |
| ---------- | --------- | ----------------------------------- | ---------------------------- |
| 1          | 1         | Mehr Knallerkerle braucht das Land! | 14. Apr. 2017                |
| 2          | 2         | Männer machen’s möglich!            | 21. Apr. 2017                |
| 3          | 3         | Typisch Mann!                       | 28. Apr. 2017                |
| 4          | 4         | Männerfantasien                     | 5. Mai 2017                  |
| 5          | 5         | Der Knallerkerl will’s wissen!      | 12. Mai 2017                 |
| 6          | 6         | Knallerkerle sind halt so!          | 19. Mai 2017                 |

### Staffel 2
Die Erstausstrahlung der zweiten Staffel fand vom 17. November 2017 bis zum 24. März 2018 auf dem deutschen Sender Sat.1 statt.
| Nr. (ges.) | Nr. (St.) | Originaltitel                                      | Erstausstrahlung Deutschland |
| ---------- | --------- | -------------------------------------------------- | ---------------------------- |
| 7          | 1         | Knallerkerle schmeißen den Haushalt ganz allein!   | 17. Nov. 2017                |
| 8          | 2         | Ein Knallerkerl ist sich für nichts zu schade!     | 24. Nov. 2017                |
| 9          | 3         | Ein Knallerkerl schafft Kindererziehung mit links! | 1. Dez. 2017                 |
| 10         | 4         | Ein Knallerkerl geht ran an den Speck!             | 8. Dez. 2017                 |
| 11         | 5         | …                                                  | 3. März 2018                 |
| 12         | 6         | …                                                  | 10. März 2018                |
| 13         | 7         | …                                                  | 17. März 2018                |
| 14         | 8         | …                                                  | 24. März 2018                |

## Rezeption

### Einschaltquoten
| Folge | Datum         | Zuschauer | Zuschauer       | Marktanteil | Marktanteil     | Quelle |
| Folge | Datum         | Gesamt    | 14 bis 49 Jahre | Gesamt      | 14 bis 49 Jahre | Quelle |
| ----- | ------------- | --------- | --------------- | ----------- | --------------- | ------ |
| 1     | 14. Apr. 2017 | 3,07 Mio. | 1,91 Mio.       | 11,4 %      | 19,2 %          | [ 10 ] |
| 2     | 21. Apr. 2017 | 1,91 Mio. | 1,11 Mio.       | 6,8 %       | 11,1 %          | [ 11 ] |
| 3     | 28. Apr. 2017 | 1,64 Mio. | 1,02 Mio.       | 6,1 %       | 10,9 %          | [ 12 ] |
| 4     | 5. Mai 2017   | 1,54 Mio. | 0,98 Mio.       | 6,0 %       | 10,8 %          | [ 13 ] |
| 5     | 12. Mai 2017  | 1,68 Mio. | 1,22 Mio.       | 6,8 %       | 14,5 %          | [ 14 ] |
| 6     | 19. Mai 2017  | 1,61 Mio. | 1,11 Mio.       | 6,4 %       | 12,8 %          | [ 15 ] |

| Folge | Datum         | Zuschauer | Zuschauer       | Marktanteil | Marktanteil     | Quelle |
| Folge | Datum         | Gesamt    | 14 bis 49 Jahre | Gesamt      | 14 bis 49 Jahre | Quelle |
| ----- | ------------- | --------- | --------------- | ----------- | --------------- | ------ |
| 7     | 17. Nov. 2017 | 1,26 Mio. | 0,80 Mio.       | 6,8 %       | 11,7 %          | [ 16 ] |

### Auszeichnungen und Nominierungen
- Deutscher Comedypreis
  - 2017: Nominierung in der Kategorie Beste Sketch-Show

### YouTube-Kanal
Mitte Mai 2017 startete Studio 71 für die Sketchshow Knallerkerle einen eigenen YouTube-Kanal unter dem gleichnamigen Titel, der derzeit mehr als 54.000 Abonnenten  und über 28 Millionen Videoaufrufe  zählt.